# 田上高
田上 高（たのうえ たかし、1947年4月30日 - 2009年2月19日）は、日本のレスリング選手、テニス選手。熊本県八代市出身、八代高校卒業。
レスリングを始めたのは日本体育大学進学後ながら、1969年から全日本レスリング選手権大会で4連覇を達成、同時期に開催されているレスリング世界選手権では1970年のカナダのエドモントン大会、1971年のブルガリアのソフィア大会のグレコローマンの68kg級において2大会連続の銅メダルを獲得した。大学卒業後は高校教諭となり、鹿児島県立甲南高等学校教諭時には1972年のミュンヘンオリンピックに出場が決まった。1回戦でモロッコのモハメド・マラモー、2回戦でスイスのハインツ・リンに勝利したものの3回戦でハンガリーのアンタル・ステアに敗れた。敗者復活戦に回り、ユーゴスラビアのスレンテン・ダムヤノヴィッチに勝利したが、イタリアのジャン・マッテオ・ランチに敗れ5位に終わった。
レスリング競技から引退したのち、務めていた高校でテニス部の顧問となったのをきっかけにテニスを始めた。両利きという長所を生かし、試合中にラケットを持ち替える戦法を使用し、全日本シニア選手権大会のダブルスで優勝、その後も2年連続準優勝となりシニア日本ランキング1位にもなった。また、テニスの普及を目指し、奄美大島で田上杯という大会を開催した。
2009年2月19日、指宿市内の病院で胃がんにより死去。